# Marid Mutalimow
Marid Kamiljewicz Mutalimow (kaz. Марид Камильевич Муталимов, ur. 22 lutego 1980 w Machaczkale) – kazachski zapaśnik w stylu wolnym. Dwukrotny olimpijczyk. Czwarty na Igrzyskach w Atenach 2004, brązowy medalista z Pekinu 2008 w kategorii 120 kg.
Siedmiokrotnie brał udział w Mistrzostwach Świata najlepszy swój wynik uzyskując w debiucie w 2003 roku, gdzie zajął szóste miejsce. Piąte miejsce na Igrzyskach Azjatyckich w 2006. Zdobył siedem medali Mistrzostw Azji, w tym trzy złote w 2006, 2006 i 2010. Piąty w Pucharze Świata w 2009; ósmy w 2012 roku.